# Wymondley
Wymondley est une paroisse civile du Hertfordshire, en Angleterre.